# Kaplica Siedmiu Boleści Najświętszej Maryi Panny w Tatrzańskiej Polance
Kaplica Siedmiu Boleści Najświętszej Maryi Panny – kaplica rzymskokatolicka znajdujący się w Tatrzańskiej Polance, części miasta Wysokie Tatry na Słowacji. Świątynia pełni funkcję kaplicy filialnej dla parafii w Wysokich Tatrach.
W 1994 roku parafia rzymskokatolicka w Wysokich Tatrach zakupiła od sanatorium w Tatrzańskiej Polance budynek starej poczty. Budynek został przebudowany na kaplicę. Świątynie poświęcił 10 grudnia 1995 bp. František Tondra, ówczesny ordynariusz spiski. W latach 2006–2007 po raz kolejny przebudowano kaplicę. W kaplicy są odprawiane regularnie msze święte.